# 1828 في الولايات المتحدة
فيما يلي قوائم الأحداث التي وقعت خلال عام 1828 في الولايات المتحدة.

## سياسة

### تعيين في المنصب
- 11 فبراير – ناثانييل بيتجر حاكم نيويورك [الإنجليزية]‏.
- 23 مايو – بيتر بويل بورتر وزير حرب الولايات المتحدة.
- 10 أكتوبر – صموئيل تشاندلر كرافتس حاكم فيرمونت [الإنجليزية]‏.
- 15 ديسمبر – جيمس إيردل عضو مجلس الشيوخ الأمريكي.

### انتهاء فترة المنصب
- 1 يناير – ناثانييل بيتجر نائب حاكم نيويورك [الإنجليزية]‏،حاكم نيويورك [الإنجليزية]‏.
- 11 فبراير – ديويت كلينتون حاكم نيويورك [الإنجليزية]‏.
- 20 مايو – ويليام هنري هاريسون عضو مجلس الشيوخ الأمريكي.
- 12 ديسمبر – جيمس إيردل حاكم كارولينا الشمالية [الإنجليزية]‏.
- 15 ديسمبر – هنري جونسون حاكم لويزيانا [الإنجليزية]‏.
- 20 ديسمبر – مارتن فان بيورين عضو مجلس الشيوخ الأمريكي.

## مواليد

### يناير
- 1 يناير – فرانسيسكو راميريز سياسي بورتوريكي.
- 10 يناير – جون تومسون هوفمان سياسي أمريكي.

### فبراير
- 26 فبراير – جورج هنري شارب سياسي أمريكي.

### أبريل
- 6 أبريل – تشارلز ويليام فيلد

### يوليو
- 15 يوليو – تشارلز يوجين فلاندريو سياسي أمريكي.

### أكتوبر
- 18 أكتوبر – إسحاق غراي سياسي أمريكي.
- 19 أكتوبر – جيمس ف. ويلسون سياسي أمريكي.
- 29 أكتوبر – توماس فرنسيس بايارد سياسي أمريكي.

### نوفمبر
- 7 نوفمبر – ليونارد فولك نحات من الولايات المتحدة.
- 11 نوفمبر – إبين جينكس لوميس عالم فلك أمريكي.
- 18 نوفمبر – جون كريسويل سياسي أمريكي.
- 19 نوفمبر – وليام إيه جي سباركس سياسي أمريكي.

## وفيات

### فبراير
- 11 فبراير – ديويت كلينتون (مواليد 1769) سياسي من الولايات المتحدة الأمريكية.
- 24 فبراير – جاكوب براون (مواليد 1775)

### يونيو
- 20 يونيو – توماس مان راندولف (مواليد 1768) سياسي أمريكي.

### يوليو
- 9 يوليو – غلبرت ستيوارت (مواليد 1755) رسام أمريكي.

### سبتمبر
- 20 سبتمبر – جورج بثيون إنجلش (مواليد 1787) مغامر ودبلوماسي وعسكري أمريكي، خدم في جيش والي مصر محمد علي باشا.

### أكتوبر
- 5 أكتوبر – توماس ب. روبرتسون (مواليد 1779) سياسي أمريكي.

### ديسمبر
- 22 ديسمبر – راشيل جاكسون (مواليد 1767) السيدة الأولى للولايات المتحدة الأمريكية.